# Kahtla
Koordinaten: 58° 25′ N, 22° 59′ O

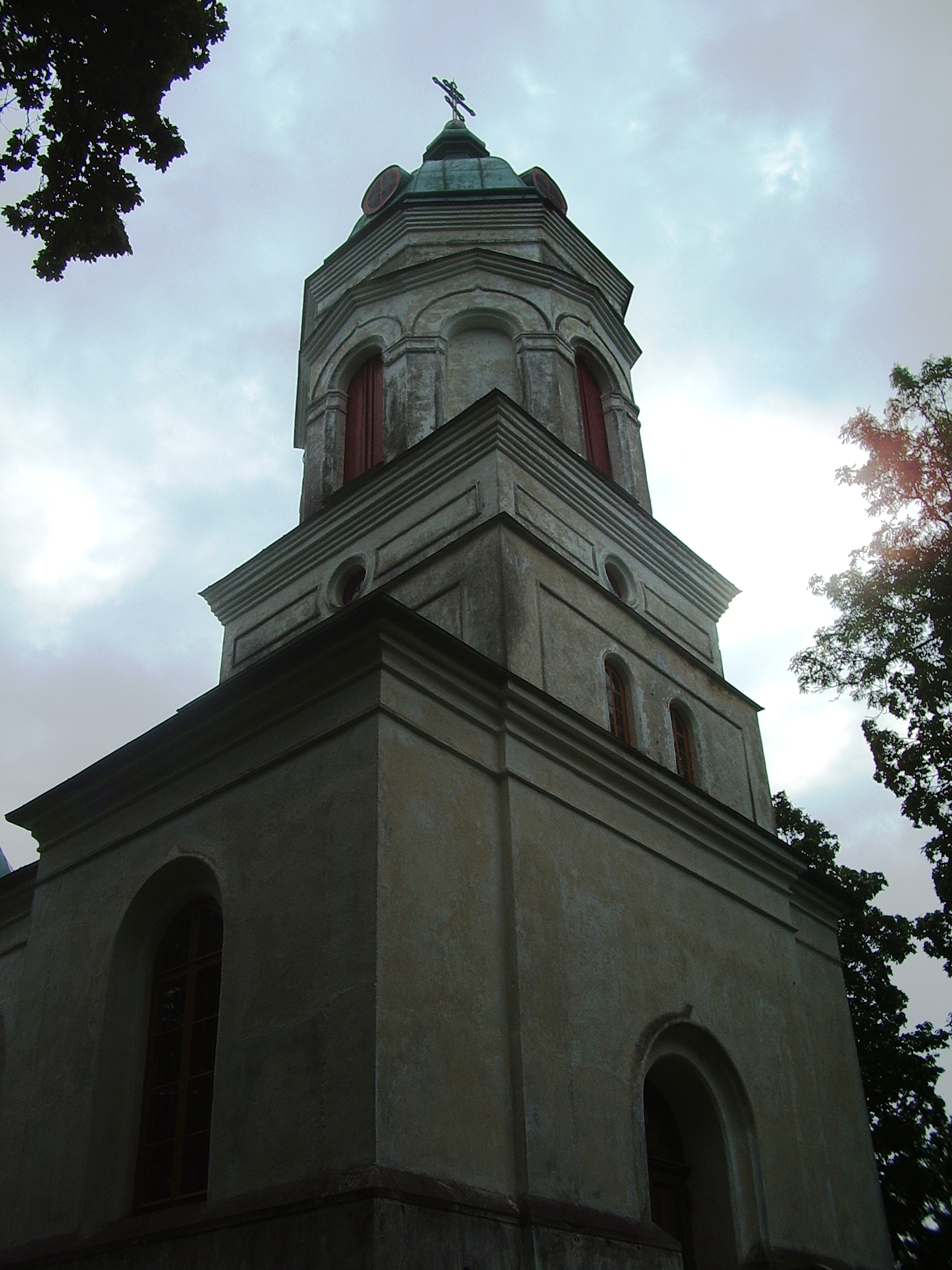
Orthodoxe Kirche von Kahtla

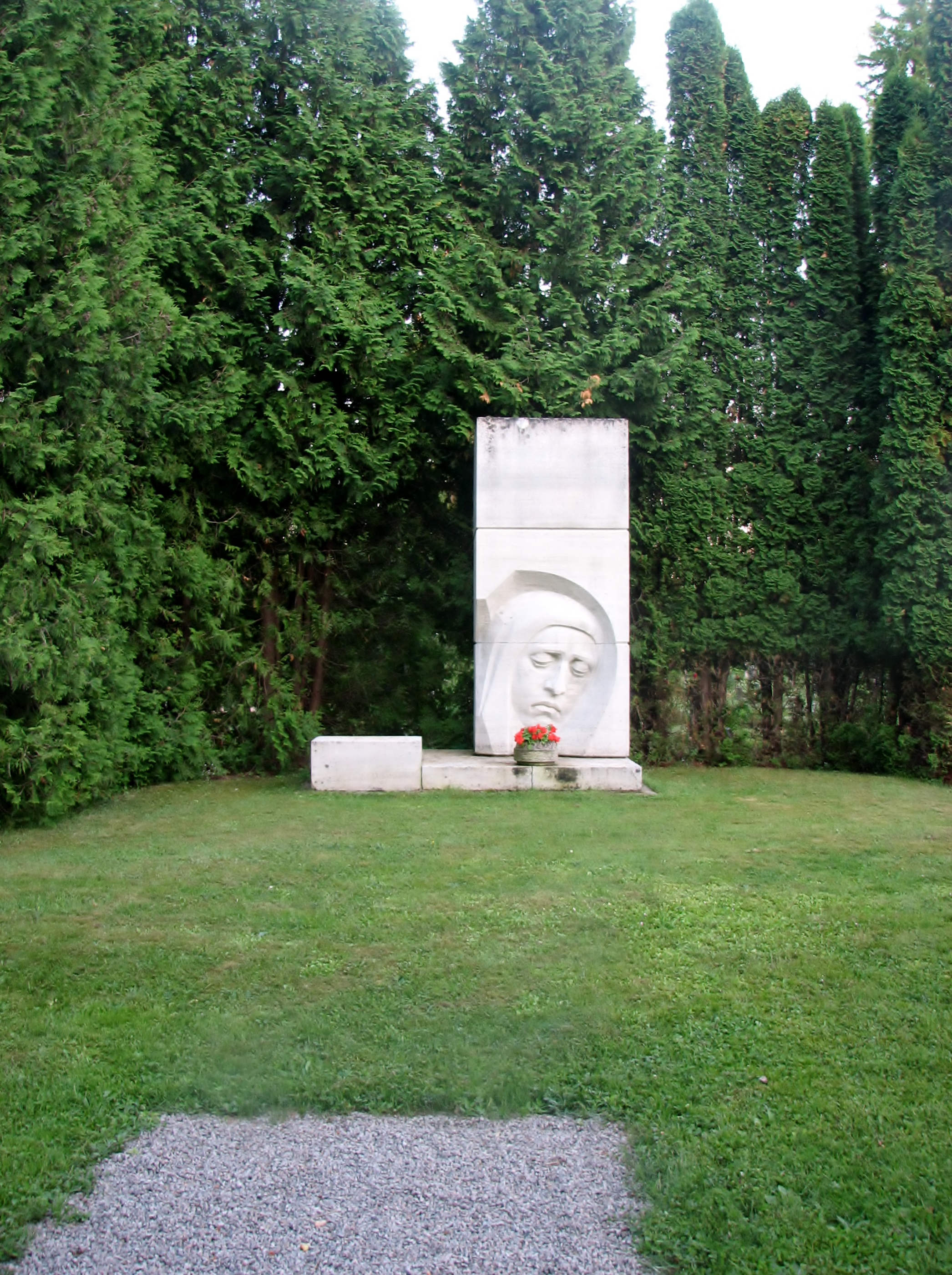
Gemeinschaftsgrab für die im Zweiten Weltkrieg Gefallenen

Kahtla (deutsch Kjachtla) ist ein Dorf (estnisch küla) auf der größten estnischen Insel Saaremaa. Es gehört zur Landgemeinde Saaremaa (bis 2017: Landgemeinde Laimjala) im Kreis Saare.

## Beschreibung
Das Dorf wurde erstmals 1453 unter dem Namen Cachtel urkundlich erwähnt. Es hat 35 Einwohner (Stand 31. Dezember 2011). Es liegt 36 Kilometer nordöstlich der Inselhauptstadt Kuressaare.

## Schule
Bereits 1836 wurde auf Initiative des örtlichen Gutsherrn am Ort eine Schule gegründet. 1850 wurde sie zur russisch-orthodoxen Kirchspielschule.
Das heutige Schulgebäude stammt aus dem Jahr 1940. Schüler waren unter anderem die Schriftsteller Debora Vaarandi (1916–2007) und Henno Käo (1942–2004).

## Kirche
Die orthodoxe Kirche von Kachtla wurde zwischen 1871 und 1873 errichtet. Sie ist ein Typenprojekt des in Hamburg geborenen und in Riga tätigen Architekten Heinrich Carl Scheel (1829–1909). 1912 wurden an das Gotteshaus ein 32 Meter hoher Glockenturm angefügt und der Westflügel der Kirche erweitert.
Die Kirche ist nach dem Kirchenlehrer und Bischof Basilius dem Großen benannt. Sie untersteht heute der Estnischen Apostolisch-Orthodoxen Kirche (EAÕK).
An die Kirche ist ein Friedhof angeschlossen. Dort befindet sich auch ein Gemeinschaftsgrab für die im Zweiten Weltkrieg Gefallenen. Eine knapp drei Meter hohe Säule aus Dolomit mit estnischer und russischer Inschrift erinnert seit 1974 an die Opfer.